# 李义旼
李义旼（：／，？—1196年），本貫旌善李氏，高丽王朝时期武人政权的第三位独裁者。1183年，庆大升去世后，李义旼夺权。他统治高丽13年，直到1196年被崔忠献杀死。

## 生平
李義旼出生在高麗的慶州，其父親李善以販賣私鹽為生，母親如宗是延日縣玉靈寺的婢子。李義旼年幼的時候，李善曾經夢見李義旼身著青衣登上黃龍寺九層塔，認為此兒長大後必然大富大貴。
李義旼成年後，身長八尺，膂力絕人，與兩個哥哥橫行鄉里，被按察使金子陽逮捕，投入監獄拷打審問。兩個哥哥都病死獄中，唯獨李義旼不死。金子陽大為驚訝，將其拔擢，編入京軍。李義旼攜妻一起前往開京，至城下時天色已晚城門關閉，投宿於城南延壽寺。當晚李義旼夢見有從城門通往宮闕的長梯，自己登了上去，醒來後甚覺驚異。
李義旼擅長於徒手格鬥，受到高麗毅宗的寵愛，任命隊正，後昇別將。1170年，鄭仲夫等武臣發動叛亂，廢黜毅宗，擁立明宗。李義旼在政變中殺死了大量文臣，因功拜中郎將，後被升為將軍。
1173年，文臣金甫當發動叛亂，派張純錫、柳寅俊前往毅宗流放地巨濟縣，圖謀迎立毅宗復位。鄭仲夫、李義方派遣李義旼、朴存威前往阻止。李義旼將張純錫、柳寅俊等人全部劫殺於雞林，劫持毅宗，拉斷其脊椎骨將其殺死，棄其屍於山淵之中。隨後鎮壓了這次叛亂，因功封大將軍。
次年趙位寵在西京發動叛亂，李義方任命李義旼為征東大將軍知兵馬事，前往討伐。在戰鬥中李義旼身先士卒，作戰英勇，流矢中目依然奮戰不退，成功鎮壓了叛亂，升為上將軍。
1179年，慶大升殺死鄭仲夫，奪取政權。群臣皆到朝堂慶祝，但慶大升卻聲稱弑君的人尚在，沒有什麼值得慶賀的。這使李義旼大為恐懼，聚集勇士於家中以護衛自己的安全。慶大升也害怕鄭仲夫的餘黨作亂，因此設立都房以保護自己安全。一時間開京的文臣、武臣紛紛效仿，設立私兵以護衛自己的邸宅。
1181年，李義旼被授予了刑部尚書上將軍的職務，鎮守北方邊境。而慶大升誅殺許升的事情傳到了北方，李義旼誤以為慶大升被殺，興高采烈。這引起了慶大升的仇視。李義旼內心不安，稱病還鄉。但1183年慶大升突然死亡之後，明宗害怕李義旼發動叛亂，派人授予李義旼工部尚書之職，加授司空左僕射。群臣無不認為明宗昏庸。此後，李義旼成為了武人政權的新掌權者。
1190年，李義旼被授予同中書門下平章事判兵部事之職。當時的宰相之職多由武臣兼任，武臣難改其粗魯性格，多在朝堂等辦公場所大聲謾罵。李義旼也不例外。李義旼與中書杜景升在中書省議事時，若有事情起爭執，往往用拳頭猛擊柱子炫耀自己的力量。時人作詩嘲笑道：「吾畏李與杜，屹然眞宰輔。黃閣三四年，拳風一萬古。」
1193年金沙彌、孝心等人在南方叛亂。明宗派遣大將軍全存傑，率將軍李至純、李公靖、金陟侯、金慶夫、盧植等人平叛。其中李至純是李義旼的兒子。李義旼夢見紅霓起於兩腋之間，懷疑自己未來將成為國王，遂同金沙彌、孝心相勾結，將軍中的計劃洩露給叛軍，致使官軍履敗。
李義旼性格殘暴而且貪鄙，在其掌權期間，大量侵奪百姓的財產和土地，曾經在自駱駝橋至猪橋築數尺高的堤壩，並在堤壩上種上柳樹，人稱新道宰相。其妻崔氏十分兇悍，與奴私通。李義旼聽說後殺死了家奴，驅逐了崔氏。此後多娶良家婦女為妻，但不久又將她們拋棄。李義旼的諸子亦倚仗父親的勢力，欺凌百姓和官員甚至下屬，其中李至榮和李至光最為惡劣，人稱「雙刀子」。李至榮甚至敢公開姦淫明宗的嬖姬，使朝野上下都對其恨之入骨。李至純勸父親不要太暴虐，但李義旼不聽。
1196年，李至榮強奪了崔忠粹的鵓鴿。崔忠粹大怒，慫恿哥哥崔忠獻起兵。崔忠獻遂發動政變暗殺李義旼。崔忠獻在彌陀山別墅附近親手將李義旼殺死，將其首級號令於開京集市中示眾。崔忠獻遣人夷李義旼三族，明宗也下令將繪於殿上的李義旼功臣畫像抹去。
李義旼死後，崔忠獻成為新的武人政權掌權者，建立崔氏政權。

## 相关影视作品
- 《武人时代》，KBS，2003年~2004年，演员：李德華